# János Solti
János Solti (ur. 4 grudnia 1953) – węgierski muzyk, jeden z najbardziej znanych węgierskich perkusistów, kompozytor i pedagog, laureat nagrody eMeRTon.
Zasadniczo znany jest jako perkusista Locomotivu GT, ale działał również w wielu innych formacjach, a jego bębnienie możemy usłyszeć na wielu albumach. Jego wpływ jest widoczny u wszystkich pokoleń obecnie działających muzyków. Jest profesorem i kierownikiem wydziału zawodowego w Muzycznej Szkole Zawodowej MZTSZ.

## Życiorys
W latach 1973–1976 ukończył Średnią Muzyczną Szkołę Zawodową im. Béli Bártoka w Budapeszcie (Bartók Béla Zeneművészeti Szakközépiskola) na wydziale jazzu u Gyuli Kovácsa. Karierę rozpoczął z zespołem Generál, a w 1977 r. przeszedł do Locomotivu GT na miejsce jednego z założycieli grupy Józsefa Lauxa, który został w Ameryce. Od tego czasu jest członkiem zespołu, również w okresie, gdy nie był on aktywny. Grywał wtedy z zespołami Hobo Blues Band (1989–2011), Tátrai Band (od 1991), Budapest Big Band (od 1986), Things (od 1985), In Line (od 1988) i Magyar Atom (od 1994). Oprócz tego brał udział w przygotowywaniu szeregu innych albumów. Według jego własnych ocen współpracował przy produkcji około czterystu płyt.
Jako muzyk studyjny grał setkach płyt różnych wykonawców. Uczestniczył w produkcji i grał wraz z takimi muzykami jak: Gábor Szabó, Tony Lakatos, Krzysztof Ścierański, Dave Samuels, Rainer Brüninghaus, Zbigniew Namysłowski, László Benkő, Klári Katona, Zorán Sztevanovity, Attila László, Ferenc Demjén, Béla Szakcsi Lakatos, Roy & Ádám, László Dés, Kati Kovács, Charlie, Zsuzsa Koncz, a regularnie grał na perkusji na solowych płytach kolegów z Locomotivu.

## Współpraca

### LGT
- Zene – Mindenki másképp csinálja (1977)
- Mindenki (1978)
- Loksi (1980)
- Kisstadion '80 (1980)
- Locomotiv GT X. (1982)
- Too Long (1983)
- Azalbummm (1983)
- Ellenfél nélkül (1984)
- Búcsúkoncert (1992)
- 424 – Mozdonyopera (1997)
- A fiúk a kocsmába mentek (2002)

### Tátrai Band
- Illúziók nélkül (1989)
- A küszöbön túl (1991)
- Kísértés (1992)
- New York, New York (1993)
- Utazás az ismeretlenbe I. és II. (1994)
- A Hold szerelme (1995)
- Hajnali szél (1996)
- Live (1996)
- Városi lebegés (1996)
- Különös álom (1997)
- Mexicano (1999)
- Csillagszél (1999)

### Hobo Blues Band
- Kocsmaopera (1991)
- Férfibánat (1992)
- Csintalan lányok, rossz fiúk (1994)
- Vissza a 66-os úton (1995)
- Vadaskert (Hobo Blues Band-album) (1996)
- A nemek háborúja (1997)
- Apák rock and rollja (2008)

### Kati Kovács
- Szívemben zengő dal (1979)

### Zorán
- Édes évek (1985)
- Az élet dolgai (1991)

### Deák Bill Gyula
- Bűnön, börtönön, bánaton túl (1993)

### László Földes
- I Love You Budapest (1993)
- Kenyerem java (1995)
- Imák és mantrák (1996)
- Kövek az útról (1997)

### Gábor Presser
- Csak dalok (1994)

### Attila Kaszás
- Tomboló Hold (1998)

## Nagrody, wyróżnienia
- Zawodowy tytuł „Év dobosa” (Perkusista roku)uzyskał czternastokrotnie w latach 1977-1991
- Tytuł „Év dobosa” (Perkusista roku)uzyskał od publiczności ośmiokrotnie w latach 1978-1986)
- Nagroda EMeRTon (1991, 1992)
- Nagroda za całokształt twórczości Hungarotonu (2000)
- Krzyż Rycerski Węgierskiego Orderu Zasługi (2005)
- Nagroda Artisjus (2005)
- Pamiątkowy pierścień Vilmosa Jávoriego (2008)
- Nagroda Fonogram (2010)
- Story Ötcsillag-díj, (Pięć gwiazdek tygodnika Story) (dzielona z członkami Locomotivu GT) - Produkcja muzyczna roku (2014)

## Literatura
- MTI ki kicsoda 2009. Szerk. Hermann Péter. Budapest: Magyar Távirati Iroda. 2008. ISBN 978-963-17-8728-3